# دان كونغ
دان كونغ (بالإنجليزية: Dan Kwong)‏ هو مدرس أمريكي، ولد في 26 نوفمبر 1954 في الولايات المتحدة.